# Karol Szymanowski: Piano Music
Karol Szymanowski: Piano Music – album Barbary Karaśkiewicz z muzyką fortepianową Karola Szymanowskiego, wydany 16 czerwca 2017 przez Divine Art (nr kat. DDA 25151). Album uzyskał nominację do nagrody Fryderyk 2018 w kategorii Najlepszy Album Polski Za Granicą.

## Lista utworów

### Nine Preludes, Op. 1
- 1. No. 1 in B minor
- 2. No. 2 in D minor
- 3. No. 3 in D flat major
- 4. No. 4 in B flat minor
- 5. No. 5 in D minor
- 6. No. 6 in A minor
- 7. No. 7 in C minor
- 8. No. 8 in E flat minor
- 9. No. 9 in B flat minor

### Four Etudes, Op. 4
- 10. No. 1 in E flat minor
- 11. No. 2 in G flat major
- 12. No. 3 in B flat minor
- 13. No. 4 in C major

### Masques, Op.34
- 14. Scheherazade
- 15. Tantris the Fool
- 16. Don Juan’s Serenade

### Two Mazurkas, Op. 62
- 17. No. 1 Allegretto grazioso
- 18. No. 2 Moderato